# Віктор Куеста
Віктор Куеста (ісп. Víctor Cuesta, нар. 19 листопада 1988, Ла-Плата) — аргентинський футболіст, захисник клубу «Індепендьєнте» (Авельянеда).
Виступав, зокрема, за клуб «Уракан», а також національну збірну Аргентини.

## Клубна кар'єра
Народився 19 листопада 1988 року в місті Ла-Плата. Вихованець футбольної школи клубу «Арсенал» (Саранді). Дорослу футбольну кар'єру розпочав 2008 року в основній команді того ж клубу, в якій провів два сезони, взявши участь лише у 0 матчах чемпіонату.
Згодом з 2010 по 2013 рік грав у складі команд клубів «Дефенса і Хустісія» та «Арсенал» (Саранді).
Своєю грою за останню команду привернув увагу представників тренерського штабу клубу «Уракан», до складу якого приєднався 2013 року. Відіграв за команду з Буенос-Айреса наступний сезон своєї ігрової кар'єри. Більшість часу, проведеного у складі «Уракана», був основним гравцем захисту команди.
До складу клубу «Індепендьєнте» (Авельянеда) приєднався 2014 року. Відтоді встиг відіграти за команду з Авельянеди 23 матчі в національному чемпіонаті.

## Виступи за збірну
2016 року дебютував в офіційних матчах у складі національної збірної Аргентини. Наразі провів у формі головної команди країни 3 матчі, забивши 1 гол.
У складі збірної був учасником розіграшу Кубка Америки 2016 року у США, де разом з командою здобув «срібло».
| Дата      | Місто | Господарі | Результат | Гості   | Турнір                       | Голи | Примітки |
| --------- | ----- | --------- | --------- | ------- | ---------------------------- | ---- | -------- |
| 14-6-2016 | Сієтл | Аргентина | 3 – 0     | Болівія | Копа Америка 2016 - 1-й етап | -    |          |
| Усього    |       | Матчів    | 1         |         | Голів                        | 0    |          |

## Титули і досягнення
- Срібний призер Кубка Америки: 2016